# Badminton-Afrikameisterschaft 2014
Die Badminton-Afrikameisterschaft 2014 fand vom 23. bis zum 29. April 2014 in Lobatse statt.

## Austragungsort
- Lobatse Sports Complex

## Medaillengewinner
| Disziplin    | Gold | Silber | Bronze |
| ------------ | --- | --- | --- |
| Herreneinzel | Jacob Maliekal | Joseph Abah Eneojo | Victor Makanju |
| Herreneinzel | Jacob Maliekal | Joseph Abah Eneojo | Gaone Tawana |
| Dameneinzel  | Kate Foo Kune | Grace Gabriel | Sandra Le Grange |
| Dameneinzel  | Kate Foo Kune | Grace Gabriel | Dorcas Ajoke Adesokan |
| Herrendoppel | Andries Malan Willem Viljoen | Joseph Abah Eneojo Victor Makanju                                                                                              | Deeneshsing Baboolall Georges Paul                                                                                         |
| Herrendoppel | Andries Malan Willem Viljoen | Joseph Abah Eneojo Victor Makanju                                                                                              | Georgie Cupidon Steve Malcouzane                                                                                           |
| Damendoppel  | Kate Foo Kune Yeldi Louison | Juliette Ah-Wan Alisen Camille                                                                                                 | Tosin Damilola Atolagbe Fatima Azeez                                                                                       |
| Damendoppel  | Kate Foo Kune Yeldi Louison | Juliette Ah-Wan Alisen Camille                                                                                                 | Elme de Villiers Jennifer Fry                                                                                              |
| Mixed        | Willem Viljoen Michelle Butler-Emmett | Andries Malan Jennifer Fry | Joseph Abah Eneojo Tosin Damilola Atolagbe                                                                                 |
| Mixed        | Willem Viljoen Michelle Butler-Emmett | Andries Malan Jennifer Fry | Ola Fagbemi Dorcas Ajoke Adesokan                                                                                          |
| Team         | Südafrika Michael Jennings James Hilton McManus Andries Malan Jacob Maliekal Willem Viljoen Elme de Villiers Michelle Butler-Emmett Jennifer Fry Sandra Le Grange | Nigeria Joseph Abah Eneojo Ola Fagbemi Victor Makanju Dorcas Ajoke Adesokan Tosin Damilola Atolagbe Fatima Azeez Grace Gabriel | Mauritius Deeneshsing Baboolall Georges Paul Shaheer Ramrakha Aurelie Allet Kate Foo Kune Yeldi Louison                    |
| Team         | Südafrika Michael Jennings James Hilton McManus Andries Malan Jacob Maliekal Willem Viljoen Elme de Villiers Michelle Butler-Emmett Jennifer Fry Sandra Le Grange | Nigeria Joseph Abah Eneojo Ola Fagbemi Victor Makanju Dorcas Ajoke Adesokan Tosin Damilola Atolagbe Fatima Azeez Grace Gabriel | Seychellen Georgie Cupidon Kervin Ghislain Steve Malcouzane Juliette Ah-Wan Chlorie Cadeau Alisen Camille Danielle Jupiter |

## Herreneinzel
- Ali Ahmed El Khateeb –  Mabo Donald: 21-17 / 21-17
- Keone Olatoste –  Ahmed Salah: 11-21 / 21-19 / 22-20
- Perekisi Tshepo –  Sanat Michael Souriya Mouanda: 21-17 / 21-13
- Victor Makanju –  Tumisang Olekantse: 21-17 / 21-9
- Kervin Ghislain –  Gregoire Samba: 21-10 / 21-8
- Orideetse Thela –  Raffick Alfonso: 21-11 / 21-5
- Denneshsing Baboolall –  Bikoumou Jonathan: 21-9 / 21-18
- Michael Jennings –  Shayne Fernandes: 21-12 / 21-18
- Abdelrahman Kashkal –  Landry Menguele: 21-12 / 21-9
- Saheer Ramrakha –  Fulbert Eric Ndimako: 21-4 / 21-8
- Gaone Tawana –  Mbongo Dimitri: 21-10 / 21-17
- Georges Paul –  Perera Rakhitha: 21-11 / 21-12
- Ngosa Chongo –  Monier Fayez Botros: 21-12 / 22-20
- Paul Kopolo –  Antoine Eddy Owona Ndimako: 21-17 / 21-8
- Joseph Abah Eneojo –  Tefo Kabomo: 21-11 / 21-14
- Jacob Maliekal –  Ali Ahmed El Khateeb: 21-16 / 21-11
- Keone Olatoste –  Perekisi Tshepo: 21-5 / 21-14
- Victor Makanju –  Kervin Ghislain: 21-16 / 21-11
- Denneshsing Baboolall –  Orideetse Thela: 21-18 / 21-11
- Gaone Tawana –  Saheer Ramrakha: 21-10 / 21-12
- Georges Paul –  Ngosa Chongo: 21-16 / 21-11
- Joseph Abah Eneojo –  Paul Kopolo: 21-7 / 21-9
- Michael Jennings –  Abdelrahman Kashkal: w.o.
- Jacob Maliekal –  Keone Olatoste: 21-7 / 21-10
- Victor Makanju –  Denneshsing Baboolall: 24-22 / 21-18
- Gaone Tawana –  Michael Jennings: 21-11 / 17-10 Ret.
- Joseph Abah Eneojo –  Georges Paul: 21-19 / 21-14
- Jacob Maliekal –  Victor Makanju: 21-11 / 21-11
- Joseph Abah Eneojo –  Gaone Tawana: 21-15 / 21-17
- Jacob Maliekal –  Joseph Abah Eneojo: 21-11 / 21-17

## Dameneinzel
- Ogar Siamupangila –  Bibiane Ewane Ngobi: 21-7 / 21-10
- Yeldi Louison –  Sophia Fernandes: 21-5 / 21-2
- Tebogo Ndzinge –  Manuella Abenambida: 21-16 / 21-12
- Elme de Villiers –  Cookey Mswani: 21-8 / 21-6
- Doha Hany –  Chlorie Cadeau: 21-10 / 21-10
- Dorcas Ajoke Adesokan –  Evelyn Siamupangila: 21-13 / 21-4
- Penouua Kahaka –  Louise Lisane Mbas: 21-9 / 21-11
- Aurelie Marie Elisa Allet –  Mary Chilambe: 21-10 / 21-10
- Danielle Jupiter –  Botho Makubate: 21-12 / 21-19
- Menna Eltanany –  Ruvimbo Melissa Dviza: 21-1 / 21-5
- Sandra Le Grange –  Fatima Azeez: 21-16 / 14-21 / 21-12
- Noran Hassan El Banna –  Tshoganetso Banewang: 21-10 / 21-4
- Tosin Damilola Atolagbe –  Tessa Kabelo: 21-11 / 21-12
- Nadine Ashraf –  Keorapetse Moatshe: 21-11 / 21-11
- Grace Gabriel –  Ogar Siamupangila: 21-18 / 21-7
- Yeldi Louison –  Tebogo Ndzinge: 21-13 / 21-8
- Doha Hany –  Elme de Villiers: 21-17 / 23-21
- Dorcas Ajoke Adesokan –  Penouua Kahaka: 21-13 / 21-13
- Aurelie Marie Elisa Allet –  Danielle Jupiter: 16-21 / 21-16 / 21-16
- Sandra Le Grange –  Menna Eltanany: 21-10 / 21-17
- Tosin Damilola Atolagbe –  Noran Hassan El Banna: 21-14 / 21-15
- Kate Foo Kune –  Nadine Ashraf: 21-6 / 21-23 / 22-20
- Grace Gabriel –  Yeldi Louison: 21-7 / 21-11
- Dorcas Ajoke Adesokan –  Doha Hany: 21-14 / 17-21 / 21-17
- Sandra Le Grange –  Aurelie Marie Elisa Allet: 21-9 / 21-7
- Kate Foo Kune –  Tosin Damilola Atolagbe: 21-13 / 21-7
- Grace Gabriel –  Dorcas Ajoke Adesokan: 21-4 / 21-15
- Kate Foo Kune –  Sandra Le Grange: 22-20 / 19-21 / 21-10
- Kate Foo Kune –  Grace Gabriel: 21-14 / 14-21 / 21-17

## Herrendoppel
- Sanat Michael Souriya Mouanda /  Pitchou Iyembenze –  Fulbert Eric Ndimako /  Landry Menguele: 21-9 / 21-8
- Mbongo Dimitri /  Bikoumou Jonathan –  Tefo Kabomo /  Keone Olatoste: 18-21 / 21-17 / 21-18
- Andries Malan /  Willem Viljoen –  Tlhoego Chamo /  Godwin Mathumo: 21-9 / 21-11
- Gaone Tawana /  Orideetse Thela –  Raffick Alfonso /  Paul Kopolo: 21-8 / 21-10
- Georgie Cupidon /  Steve Malcouzane –  Sanat Michael Souriya Mouanda /  Pitchou Iyembenze: 21-11 / 21-16
- Mbongo Dimitri /  Bikoumou Jonathan –  Ali Ahmed El Khateeb /  Abdelrahman Kashkal: 9-21 / 21-19 / 6-16 Ret.
- Denneshsing Baboolall /  Georges Paul –  Gregoire Samba /  Antoine Eddy Owona Ndimako: 21-13 / 21-9
- Michael Jennings /  James Hilton McManus –  Tumisang Olekantse /  Perekisi Tshepo: 21-8 / 21-11
- Joseph Abah Eneojo /  Victor Makanju –  Perera Rakhitha /  Helen Ye: 21-18 / 21-17
- Monier Fayez Botros /  Ahmed Salah –  Ngosa Chongo /  Mabo Donald: w.o.
- Andries Malan /  Willem Viljoen –  Monier Fayez Botros /  Ahmed Salah: 21-14 / 21-11
- Georgie Cupidon /  Steve Malcouzane –  Gaone Tawana /  Orideetse Thela: 21-14 / 21-18
- Denneshsing Baboolall /  Georges Paul –  Mbongo Dimitri /  Bikoumou Jonathan: 21-9 / 21-18
- Joseph Abah Eneojo /  Victor Makanju –  Michael Jennings /  James Hilton McManus: w.o.
- Andries Malan /  Willem Viljoen –  Georgie Cupidon /  Steve Malcouzane: 21-12 / 21-10
- Joseph Abah Eneojo /  Victor Makanju –  Denneshsing Baboolall /  Georges Paul: 18-21 / 21-18 / 21-19
- Andries Malan /  Willem Viljoen –  Joseph Abah Eneojo /  Victor Makanju: 21-8 / 21-15

## Damendoppel
- Tosin Damilola Atolagbe /  Fatima Azeez –  Doha Hany /  Noran Hassan El Banna: 21-17 / 21-16
- Botho Makubate /  Tebogo Ndzinge –  Chlorie Cadeau /  Danielle Jupiter: 21-23 / 21-7 / 21-16
- Michelle Butler-Emmett /  Sandra Le Grange –  Tshoganetso Banewang /  Keorapetse Moatshe: 21-15 / 21-5
- Kate Foo Kune /  Yeldi Louison –  Manuella Abenambida /  Cookey Mswani: 21-5 / 21-9
- Juliette Ah-Wan /  Alisen Camille –  Mary Chilambe /  Evelyn Siamupangila: 21-8 / 21-8
- Elme de Villiers /  Jennifer Fry –  Tessa Kabelo /  Penouua Kahaka: 21-7 / 21-6
- Dorcas Ajoke Adesokan /  Grace Gabriel –  Ruvimbo Melissa Dviza /  Sophia Fernandes: 21-2 / 21-3
- Menna Eltanany /  Nadine Ashraf –  Bibiane Ewane Ngobi /  Louise Lisane Mbas: w.o.
- Tosin Damilola Atolagbe /  Fatima Azeez –  Botho Makubate /  Tebogo Ndzinge: 21-14 / 21-14
- Kate Foo Kune /  Yeldi Louison –  Michelle Butler-Emmett /  Sandra Le Grange: 14-21 / 21-19 / 21-8
- Juliette Ah-Wan /  Alisen Camille –  Menna Eltanany /  Nadine Ashraf: 21-5 / 21-11
- Elme de Villiers /  Jennifer Fry –  Dorcas Ajoke Adesokan /  Grace Gabriel: 24-26 / 21-4 / 21-17
- Kate Foo Kune /  Yeldi Louison –  Tosin Damilola Atolagbe /  Fatima Azeez: 21-16 / 21-23 / 21-17
- Juliette Ah-Wan /  Alisen Camille –  Elme de Villiers /  Jennifer Fry: 21-14 / 15-21 / 21-18
- Kate Foo Kune /  Yeldi Louison –  Juliette Ah-Wan /  Alisen Camille: 21-17 / 22-20

## Mixed
- Shayne Fernandes /  Sophia Fernandes –  Fulbert Eric Ndimako /  Bibiane Ewane Ngobi: 21-8 / 21-18
- Saheer Ramrakha /  Aurelie Marie Elisa Allet –  Tumisang Olekantse /  Tessa Kabelo: 11-21 / 21-5 / 21-14
- Denneshsing Baboolall /  Kate Foo Kune –  Raffick Alfonso /  Ruvimbo Melissa Dviza: 21-5 / 21-8
- James Hilton McManus /  Sandra Le Grange –  Ahmed Salah /  Menna Eltanany: 21-12 / 21-11
- Keone Olatoste /  Penouua Kahaka –  Gregoire Samba /  Cookey Mswani: 21-12 / 21-8
- Abdelrahman Kashkal /  Noran Hassan El Banna –  Mabo Donald /  Ogar Siamupangila: 21-9 / 21-13
- Georges Paul /  Yeldi Louison –  Antoine Eddy Owona Ndimako /  Louise Lisane Mbas: w.o.
- Ali Ahmed El Khateeb /  Nadine Ashraf –  Ngosa Chongo /  Mary Chilambe: w.o.
- Georges Paul /  Yeldi Louison –  Orideetse Thela /  Botho Makubate: 21-16 / 19-21 / 21-18
- Ola Fagbemi /  Dorcas Ajoke Adesokan –  Ali Ahmed El Khateeb /  Nadine Ashraf: 17-21 / 21-15 / 21-14
- Willem Viljoen /  Michelle Butler-Emmett –  Shayne Fernandes /  Sophia Fernandes: 21-6 / 21-8
- Kervin Ghislain /  Alisen Camille –  Saheer Ramrakha /  Aurelie Marie Elisa Allet: 21-12 / 21-18
- Denneshsing Baboolall /  Kate Foo Kune –  Gaone Tawana /  Tebogo Ndzinge: 21-15 / 21-12
- Joseph Abah Eneojo /  Tosin Damilola Atolagbe –  James Hilton McManus /  Sandra Le Grange: 21-14 / 21-14
- Georgie Cupidon /  Juliette Ah-Wan –  Keone Olatoste /  Penouua Kahaka: 21-12 / 21-13
- Andries Malan /  Jennifer Fry –  Abdelrahman Kashkal /  Noran Hassan El Banna: w.o.
- Ola Fagbemi /  Dorcas Ajoke Adesokan –  Georges Paul /  Yeldi Louison: 14-21 / 21-19 / 21-15
- Willem Viljoen /  Michelle Butler-Emmett –  Kervin Ghislain /  Alisen Camille: 21-12 / 21-17
- Joseph Abah Eneojo /  Tosin Damilola Atolagbe –  Denneshsing Baboolall /  Kate Foo Kune: 21-18 / 17-21 / 21-18
- Andries Malan /  Jennifer Fry –  Georgie Cupidon /  Juliette Ah-Wan: 21-14 / 22-20
- Willem Viljoen /  Michelle Butler-Emmett –  Ola Fagbemi /  Dorcas Ajoke Adesokan: 21-17 / 21-16
- Andries Malan /  Jennifer Fry –  Joseph Abah Eneojo /  Tosin Damilola Atolagbe: 21-16 / 21-13
- Willem Viljoen /  Michelle Butler-Emmett –  Andries Malan /  Jennifer Fry: 21-18 / 21-17

## Medaillenspiegel
| Rang   | Land       | Gold | Silber | Bronze | Gesamt |
| ------ | ---------- | ---- | ------ | ------ | ------ |
| 1      | Südafrika  | 4    | 1      | 2      | 7      |
| 2      | Mauritius  | 2    | 0      | 2      | 4      |
| 3      | Nigeria    | 0    | 4      | 5      | 9      |
| 4      | Seychellen | 0    | 1      | 2      | 3      |
| 5      | Botswana   | 0    | 0      | 1      | 1      |
| Gesamt | Gesamt     | 6    | 6      | 12     | 24     |